# 61 Virginis
61 Virginis is een Gele dwerg met een spectraalklasse van G7.V. De ster bevindt zich 27,84 lichtjaar van de zon. Het systeem bevat drie planeten.